# 向井亜紀
向井 亜紀（むかい あき、1964年〈昭和39年〉11月3日 - ）は、日本の女優・タレント。本名：髙田 亜紀（たかだ あき）、旧姓：向井。夫はプロレスラー・総合格闘家の髙田延彦。所属事務所は髙田道場。現在は東京都在住。
埼玉県大宮市（現：さいたま市西区プラザ）出身(上福岡市（現：ふじみ野市）出身とする場合もある)。蕨市立北小学校（1年生）、大宮市立馬宮東小学校（2年生）、大宮市立栄小学校（3年生〜6年生）、大宮市立馬宮中学校、埼玉県立浦和第一女子高等学校を経て、日本女子大学家政学部家政理学2部生物系中退。

## 来歴
両親と兄と妹と暮らしたが医師だった父の転勤に伴い、後に開業するまでは埼玉県内を一家で転々とした(幼稚園の2年間は、山梨県に住んでいた)。小学生の頃から理系を志望しており、将来は中学校の理科教師を目指していた。
日本女子大学では生物農芸学を専攻。在学中に芸能界入りすると情報を発信する仕事に強く惹かれ、本格的に仕事をしたいと思ったことから、2年次に大学を中退した。
1983年秋に文化放送『ミスDJリクエストパレード』で現役女子大生DJとしてデビュー。同番組は、1980年代に起きた“女子大生ブーム”の走りとなり、これにより人気を集めてテレビ番組のリポーターとしても活躍を始める。以後しばらくは、アイドルとしてグラビア・写真集、トレンディードラマなどにも出演。クイズ・バラエティー番組では『アイアイゲーム』（フジテレビ）で初のレギュラー出演を、そして1985年には『TVプレイバック』（フジテレビ）でもレギュラー回答者として出演した。
1993年に放送が始まった旅番組『朝だ!生です旅サラダ』（朝日放送テレビ）では、長年に渡りレギュラーを務めていたが、2023年3月25日の生放送を最後に番組を卒業した。翌1994年にプロレスラーの高田延彦と結婚したが、その後がん発覚により子宮を全摘出。2003年秋頃、海外での代理出産により双子の男の子が誕生した(詳しくは後述)。
現在(2022年)はタレント活動の傍ら、自身の経験から命やがんをテーマにした講演も行っている。また、高田主宰の「高田道場」の子供向けオリジナル体操教室「ダイヤモンド・キッズ・カレッジ」の手伝いなどにも力を入れている。
2023年、母校の日本女子大学に通信制2年生として再入学（オンライン受講）した。大学側の好意により、取得済みの単位はそのまま有効になっているという。8月からは登校講義も受講中。
2025年5月18日岐阜県瑞浪市が観光大使を委嘱。就任される。市で「高田道場ダイヤモンドキッズカレッジ」が3回開催された事がきっかけである。瑞浪市政70周年の年でもあるが過去、観光大使は存在せず初の観光大使でもある。

## 人物

### 学生時代
父親は医師、母親は高校の化学教師で、先述の通り引っ越しを重ねたあと父は実家で耳鼻科医院を開業した。幼稚園の頃から数年間は友達とは普通に話せたが、両親以外の大人相手だと緊張する子だった。小学2年生の担任教師の支えにより、大人に対する人見知りを克服。
また、同教師の影響で読書好きになり、子供の頃は特に宮沢賢治の作品が大好きだった。同時に生前宮沢が地学教師だったことから理科に興味を持ち始めた。その後小学4年生の誕生日に顕微鏡をもらうと田んぼの水などの観察に夢中になった。
本人にとっては学校の教科書も他の本(文学作品など)と同じ感覚で読んでおり、4月に配られると短期間で最後まで読んでいた。教科書を読むのが自然と予習となったため、中学入学後も塾などには行かなかった。高校進学後は、新体操部に入部して充実な部活生活を送ったが、進学校なためさすがに教科書を読むだけでは追いつかず成績が下がった。しかしその後高校にいる生物教師に憧れを持ったことから、将来研究者か教師の道に進むことを目指して勉強に励んだ。

### 女子大生としてDJデビュー
大学入学後、芸能事務所から「ラジオ番組のオーディションを受けてみませんか?」と声をかけられた。それが文化放送の『ミスDJリクエストパレード』の現役女子大生を対象としたDJコンテストだった。この時は特に芸能界入りを目指してはいなかったが、とりあえずオーディションに参加した所優勝し、同番組にDJとして出演することになった。
同番組に出演すると、マイクを通して発する言葉にリスナーからリアクションが返ってくることに大きな刺激を感じた。たちまちこの仕事に夢中になり、その後芸能界で多くの人の心に関わっていきたいと決意し、両親の反対を押し切って大学を中退。ミスDJ卒業後様々な番組でリポーターを務めると、訪れた土地や出会った人の魅力などを視聴者に伝える仕事にやりがいを感じた。この番組を見た関係者により、旅番組『朝だ!生です旅サラダ』（朝日放送テレビ）のレギュラー抜擢に繋がった。
2023年3月25日旅サラダを卒業した。

## 代理出産

### 代理出産の経緯と双子の誕生
高田との結婚後の2000年9月、病院の検査で妊娠判明と同時に子宮頸癌が発見される。妊娠継続の道を懸命に探ったが病巣が大きくて深く、医師にこのままでは命の危険があると判断された。妊娠16週（妊娠5ヶ月）の時に妊娠継続をあきらめ、同年11月21日広汎子宮全摘出手術を受ける。同年12月19日、病状報告会見。
後日海外に代理出産により子供を授かる方法があることを知り、夫婦で代理出産の実情を調べた上で挑戦を決意。その後の会見で「（夫である）高田の（優秀な）遺伝子を残したい」と発言し、2002年8月、代理出産依頼のためアメリカ合衆国・ネバダ州へ渡る。
この8月、同年12月と2度、体外受精による胚を代理母サンドラの子宮に移植し着床を試みるが失敗。翌年2003年、新薬による成果で「奇跡的に」卵子が3つ採卵できた。高田の精子と体外受精を行い、胚を代理母シンディの胎内に移植したところ、2つの胚が着床に至った。同年11月、シンディの帝王切開出産により、双子の男児を得る。
2004年1月15日、都内ホテルにて代理出産による双子誕生の報告会見を夫妻揃って行い、双子の実名も発表。子供たちの戸籍に関しての質問に対して、向井は「アメリカ人であろうが、日本人であろうが、実の親子であろうが、養子であろうが、自分たちが親子であればそれでいい。紙の上のことは後付けでいい。本当の家族であることに変わりない」と宣言し、父親である高田も「（法改正に）頑張ろうという気持ちはない。今あることが僕たちの家族のスタイル」と答えた。

### 出生届に関する裁判の経過
上記の会見から7日後の1月22日、夫妻揃って東京都品川区役所に双子の出生届を提出した。しかし区役所はこの日書類を受理せず「預かり」の形となり、同年6月に不受理になった。法務省は「日本では産んだ女性が母親。向井さんを母とは認められない」と指摘し、向井らに出生の経過についての書類の提出を求めた。向井・高田夫妻は出生届不受理決定を不服とし、東京家裁へ処分取り消しを申し立てる。しかし翌2005年11月、東京家裁が申し立てを却下したことから、向井側は東京高裁に即時抗告した。
2006年9月29日、東京高裁は「子供の福祉の観点」「米国の確定裁判を承認すべき」との理由により、品川区役所に出生届受理命令の判断を下す。同日、向井はこれを受けて、「区側が上告する可能性もあります」としながらも「嬉しい」との素直な気持ちを告白。
同年10月6日、法務省は、上記東京高裁の判断について「最高裁判所の判断が必要」として、品川区役所に不服申し立てをするよう指示。同月10日、品川区役所によって、高等裁判所の判例において許可抗告が申し立てられた。これにより、代理出産で生まれた双子の出生届受理に関する結論は最高裁へ持ち込まれた。2007年3月23日、最高裁は、「立法による速やかな対応が強く望まれる」としながらも、品川区の出生届の受理を命じた東京高裁決定を破棄し、最終的に「受理は認められない」とする決定をした。これにより、向井夫妻側の敗訴が確定した。

### その他代理出産に関して
遡って2000年11月に向井の妊娠時に子宮の全摘出手術を受けたことと、「赤ちゃんを守れなかったのに自分は生きている」という自己否定の気持ちに陥ったことで、一時心身ともに衰弱した。何とか気持ちを持ち直して退院後から仕事にも復帰したが、予後の悪さから以後様々な病気を重ねた。これにより2013年頃のS状結腸がんの手術など、2022年11月までに18回もの手術を経験。
2001年前後に代理出産に挑戦する会見を開いて以降、周りから「なぜ代理出産をオープンにしたのか？」と聞かれるようになった。本人は後年、「私にとって、命懸けで子供たちを産んでくださった方の存在を隠すことは考えられません」と理由を述べている。
双子に巡り合わせてくれたシンディとはその後も一緒に旅行に行くなど、2022年現在も家族ぐるみの交流を続けている。また息子たちには、物心つく前から代理母のシンディのことを話している。その後息子たちは、ハワイの高校に留学した。

## その他エピソード
好きな食べ物は、鉄火巻、かりんとう。また、夫婦共に無類の酒好きである。
趣味は、旅先で旬の海の幸・山の幸を肴に地酒を愉しむこと、水まわりの掃除。
印象に残っている映画は、『ブレードランナー』。感銘を受けた本は、『老人と海』。好きな歌は、山下達郎の『アトムの子』、真心ブラザーズの『サマーヌード』。
苦手なことは、霊感スポットやそのリポートに行く仕事。

## 出演

### 映画
- しあわせ家族計画（2001年）司会者 役
- 映画 ふたりはプリキュア Splash Star チクタク危機一髪!（2006年）本人役で特別出演。

### テレビドラマ
- 結婚の理想と現実（1991年、フジテレビ系） - 小川さとみ 役
- 世にも奇妙な物語「通勤電車」（1991年、フジテレビ系）
- 土曜ワイド劇場・船長シリーズ4 函館のおんな殺人行（1991年、テレビ朝日系）
- 親愛なる者へ（1992年、フジテレビ系） - 内藤育美 役
- OLたちのざけんなヨ!!「満員電車通勤地獄」（1993年4月23日、フジテレビ系） - 大野 役
- ビーロボカブタック（1997年 - 1998年、テレビ朝日系）- 高円寺円 役
- 会いたかった 〜向井亜紀・代理母出産という選択〜（2007年3月2日、フジテレビ系）コメント出演

### Vシネマ
- ダイハードエンジェルス 危険に抱かれた女たち（1991年）出演：秋本奈緒美、向井亜紀、桜樹ルイ、星遥子、飯島直子
- ダイハードエンジェルズ2（1991年）監督: 沢田アーサー貢  出演: 秋本奈緒美、飯島直子、向井亜紀、桜樹ルイ

### イメージビデオ
- 熱風ビーナス（1988年・東宝）
- Runatic Vibnration（パワースポーツ）
- VIDEO スコラ（1989年・スコラ）
- スコラ nu! nu!touch（1989年・スコラ）

### バラエティ
バラエティ・クイズ関連・動物関連・教養番組
- アイ・アイゲーム（フジテレビ）
- TVプレイバック（フジテレビ）
- Eat9（テレビ朝日）
- ハロー動物ファミリー（1988年10月 - 1989年10月、テレビ大阪制作・テレビ東京系）司会

情報番組
| 期間         | 期間          | 番組名                                | 役職     |
| ------------ | ------------- | ------------------------------------- | -------- |
| 1990年10月   | 1992年9月     | TVいま時あの時（テレビ朝日系）        | 司会     |
| 1993年4月    | 2023年3月     | 朝だ!生です旅サラダ（朝日放送テレビ） | サブ司会 |
| 時期不明     | 1999年6月     | 情報!ソースが決め手（テレビ東京）     | 司会     |
| 2001年4月2日 | 2002年3月29日 | レッツ!（日本テレビ系）               | 司会     |

### トーク番組
- スタジオパークからこんにちは（1995年3月～1997年3月、NHK総合）司会
- 国分太一・美輪明宏・江原啓之のオーラの泉（2007年4月28日放送 テレビ朝日系列）- 向井は美輪明宏、江原啓之とは代理出産前からの知り合いだったと放送された。番組内で、当初は養子縁組も考えていたと語られている。
- TOKIOロックTV（土屋昌美と共にVJを努めていた）
- ピンスポ!（2009年4月、東映チャンネル）

### CM
- やずや健康テレビショッピング「青魚の知恵」（2016年 - ）

### ラジオ
- ミスDJリクエストパレード（文化放送）[2]
  - 文化放送新春スペシャル　憧れのミスDJ座談会（2024年1月1日）
- ぱぱらナイト（文化放送）[2]
- Changeの瞬間 〜がんサバイバーストーリー〜 （2021年8月15日・21日、朝日放送ラジオ）[10]
- サウンド ディテクション（1987年、FM横浜）

## 書籍
- 家族未満（ISBN 978-4-09-379747-4）
- 16週 あなたといた幸せな時間（ISBN 459403084X）
- プロポーズ 私たちの子どもを産んでください。（ISBN 4838714084）
- 会いたかった 代理母出産という選択（ISBN 4344004558）
- おしゃべりなからだたち 向井亜紀式交友録（ISBN 4575291366）

写真集
- 褐色のままで（1988年）（ISBN 4847020693） 谷口征撮影/出版：ワニブックス
- 向井亜紀 Memories（1989年）（ISBN 4764815699） 鯨井康雄撮影/出版：近代映画社